# RM29705
RM29705 — хімічно пекулярна зоря спектрального класу
A6 й має видиму зоряну величину в смузі V приблизно 14,2.